# Sicario (2015)
Sicario (spanisch für: Auftragsmörder) ist ein US-amerikanischer Thriller des Regisseurs Denis Villeneuve aus dem Jahr 2015. Das Drehbuch schrieb Taylor Sheridan. Die Hauptrollen des Films übernahmen Emily Blunt, Benicio del Toro und Josh Brolin.
Der Film, veröffentlicht am 19. Mai 2015, wurde für die Goldene Palme auf den Internationalen Filmfestspielen von Cannes 2015 nominiert, musste sich jedoch dem Flüchtlingsdrama Dämonen und Wunder (2015) geschlagen geben. Der deutsche Kinostart war am 1. Oktober 2015.

## Handlung
Die Auswirkungen eines endlosen Drogenkrieges in Mexiko beherrschen seit Jahrzehnten den Grenzstreifen zwischen dem US-Bundesstaat Arizona und Mexiko. Bei der Erstürmung eines Safehouse des Kartells entdeckt die idealistische und prinzipientreue FBI-Agentin Kate Macer mit ihrem SWAT-Team Dutzende Leichen, die hinter Gipskartonwänden verborgen waren. Durch eine Sprengfalle in einem Schuppen kommen zwei Polizisten ums Leben. Hinter dem Anschlag steckt Manuel Diaz, rechte Hand von Fausto Alarcón, dem Boss des mexikanischen Drogenkartells. Da dem Kartell mit reiner Polizeiarbeit nicht beizukommen ist, wird höheren Orts beschlossen, eine behördenübergreifende Spezialeinheit zusammenzustellen, um Diaz und Alarcón zur Rechenschaft zu ziehen.
Geleitet wird die Taskforce von Matt Graver, der Macer als Berater des Verteidigungsministeriums vorgestellt wird, was ihr angesichts seiner beamtenuntypischen Freizeitkleidung und Sandalen merkwürdig vorkommt. Er bietet Macer eine Stelle in der Taskforce an, die sie akzeptiert. Mit von der Partie ist auch der undurchsichtige Alejandro Gillick. Der ehemalige mexikanische Staatsanwalt ist jetzt angeblich ebenfalls Berater des US-Verteidigungsministeriums. Macer bezweifelt das und vermutet, dass er für die CIA arbeitet. Ein luxuriöser Privatjet, im Cockpit zwei Militärpiloten, fliegt Graver, Gillick und Macer zu ihrem ersten Einsatz an die mexikanische Grenze. In der Grenzstadt Juárez sollen sie Diaz’ Bruder Guillermo aus dem Gewahrsam der mexikanischen Justiz in die USA überführen. Die US-Amerikaner werden dabei von schwerbewaffneten Pickups der mexikanischen Bundespolizei begleitet. Bei der Rückfahrt versuchen Mitglieder der Drogenmafia bei einem Verkehrsstau an der Grenze, den Gefangenen in ihre Hände zu bekommen. Das aus Elitesoldaten der Delta Force und Texas Rangern bestehende Begleitkommando vereitelt die Aktion und tötet die Gangster durch massiven Schusswaffeneinsatz in unmittelbarer Nähe zu den im Stau festsitzenden Zivilisten. Macer selbst muss im Kampfgetümmel einen Angreifer erschießen, der die Uniform der mexikanischen Bundespolizei trägt, was sie sichtlich mitnimmt, zumal ihr als FBI-Beamtin derartige Auslandseinsätze gar nicht gestattet sind. Sie sagt Graver auf den Kopf zu, dass sie ihn und Gillick für CIA-Agenten hält, doch dieser lässt alle Vorwürfe von sich abprallen.
Nach der Rückkehr befragen Gillick und Graver mexikanische Arbeitsmigranten, die sich am Grenzstreifen auskennen. Dadurch, und auch durch die Folterung von Guillermo Diaz durch Gillick, erfahren die Ermittler von einem Tunnel, den das Kartell nutzt, um Drogen in die Vereinigten Staaten zu schmuggeln. Da Gillicks und Gravers Vorgehensweise für Macer undurchsichtig bleibt, stellt sie beide zur Rede. Graver erklärt ihr schließlich, dass man durch die Einsätze versuche, Diaz’ Drogengeschäft so zu beeinträchtigen, dass dieser zu seinem Boss Alarcón nach Mexiko gerufen wird, wodurch Alarcóns bisher nicht bekannter Aufenthaltsort für weitere operative Maßnahmen in Erfahrung gebracht würde.
Im nächsten Einsatz verfolgen Graver und Macer mit Polizisten die Geldwäsche von Diaz zu einer Bank und frieren nach der Festnahme einer Geldkurierin seine Konten ein. Diaz kann Geldwäsche jedoch nicht gerichtsverwertbar nachgewiesen werden, da über mehrere Jahre nie mehr als 9000 US-Dollar täglich bar eingezahlt wurden. Macer will Diaz anhand dieser Beweislage dennoch von den Strafbehörden verfolgen lassen, was Matt aber zurückweist. Auch Macers Intervention bei ihrem Vorgesetzten hilft nichts: Dieser erklärt ihr, dass sich in den letzten Jahren trotz erfolgreichen Drogenrazzien die Situation nicht verbessert habe und deshalb auf politischer Ebene entschieden worden sei, auf andere Weise gegen das Kartell vorzugehen.
Frustriert von der Art und Weise, wie Alejandro und Matt arbeiten, besuchen Macer und ihr Partner Reggie Wayne abends eine Country-Kneipe. Waynes ehemaliger Polizeikollege Ted versteht sich gut mit Macer, die beiden verlassen schließlich zusammen die Kneipe. Als sie in Macers Wohnung kurz davor sind, Sex zu haben, bemerkt sie unter Teds Utensilien eine Banknotenbanderole wie sie auch bei der Festnahme des Geldkuriers gefunden wurde. Macer wird misstrauisch und versucht zu ihrer Waffe zu gelangen. Im anschließenden Kampf gewinnt Ted die Oberhand und würgt sie. Gillick erscheint im letzten Moment, rettet Macer und schlägt Ted zusammen. Graver droht Ted damit, ihn in den mexikanischen Trakt eines Gefängnisses verlegen zu lassen, was dessen Tod zur Folge hätte, und zudem den Aufenthaltsort von Teds Ex-Frau und seinen Kindern dem Kartell zukommen zu lassen. Daraufhin bricht Ted zusammen und gesteht, dass er für das Kartell arbeitet und etwas über die Ermittlungen gegen Diaz und Alarcón herausfinden sollte.
Am nächsten Tag bereiten Graver und Gillick mit einem Eingreifteam die Erstürmung des Schmuggeltunnels vor. Sie überwachen Diaz bereits mit einer Drohne und warten darauf, dass Alarcón ihn zu sich zitiert. Auch Macer und Wayne sollen an dem Einsatz teilnehmen. Nun wird den beiden klar, dass sie nur der Form halber in die Taskforce aufgenommen wurden, weil die CIA ohne die Beteiligung einer inländischen Behörde keine Operation innerhalb der USA durchführen darf. In der Nacht beginnt die Spezialeinheit den Angriff auf den Tunnel. Während der Operation sieht Macer, wie Gillick auf der mexikanischen Seite einen Drogenhändler erschießt und den korrupten mexikanischen Polizisten Silvio, der auch als Drogenkurier arbeitet, als Geisel nimmt. Als Macer Gillick stellt, schießt er zweimal auf ihre kugelsichere Weste und sie geht zu Boden. Er entkommt mit dem Polizisten und dem Polizeifahrzeug.
Wieder zurück auf der US-Seite erfährt Macer von Graver, dass der Einsatz als Ablenkung diente, damit Gillick unbemerkt durch den Tunnel nach Mexiko kommt, um Diaz’ Verfolgung aufzunehmen. Gillicks Auftrag, die Ermordung des mexikanischen Drogenbarons Alarcón, solle die Vorherrschaft des kolumbianischen Medellín-Kartells wiederherstellen. Dadurch erhoffen sich die Behörden wieder ein gewisses Maß an Ordnung, sobald nur ein einziges Kartell den Drogenhandel kontrolliert. Ebenso erfährt Macer, dass Alarcón für den Mord an Gillicks Frau und Tochter verantwortlich ist und dieser daher nach Rache um jeden Preis strebt.
In Mexiko halten Gillick und Silvio den schwarzen Mercedes von Diaz an. Nachdem Diaz ausgestiegen ist, schießt Gillick ihm ins Bein und erschießt Silvio. Anschließend fährt er mit Diaz zur Villa von Alarcón. Dort erschießt er die Wachen, tötet Diaz und begibt sich in das Haus, in dem der Drogenboss mit seiner Familie gerade beim Abendessen sitzt. Nach einer kurzen Unterhaltung nimmt Gillick Rache für seine Familie, indem er Alarcóns Frau und die beiden Söhne vor dessen Augen erschießt, bevor er auch Alarcón tötet.
Am nächsten Morgen sucht Gillick Macer auf und fordert ihre Unterschrift unter einen Bericht, der die vorschriftsgemäße Durchführung der Operation bestätigt. Als sie sich weigert, hält Gillick ihr ihre eigene Pistole an den Kopf, woraufhin sie widerwillig unterschreibt. Dann zerlegt er Macers Pistole und verlässt das Haus. Macer setzt ihre Waffe wieder zusammen, läuft auf den Balkon, um so eine letzte Chance zu bekommen, Gillick zu erschießen. Er wendet sich ihr zu, sie lässt die Waffe aber sinken und er geht davon.

## Produktion
Bereits im Dezember 2013 wurde bestätigt, dass Denis Villeneuve ein Drama über die mexikanische Grenze mit dem Titel Sicario herausbringen würde. Ursprünglich war ein männlicher Protagonist vorgesehen. Doch schließlich konnte Villeneuve im April 2014 Emily Blunt engagieren. Kurz darauf folgten Benicio del Toro und im Mai desselben Jahres Josh Brolin und Victor Garber. Ebenfalls im Mai 2014 erwarb Lions Gate Entertainment die Filmrechte. Im August 2014 wurde bestätigt, dass Jóhann Jóhannsson die Musik für den Film komponieren würde.
Am 30. Juni 2014 begannen die Dreharbeiten in Albuquerque, New Mexico. Produziert wurde der Film von Black Label Media und Thunder Road Pictures, weltweit vertrieben von Lions Gate Entertainment.

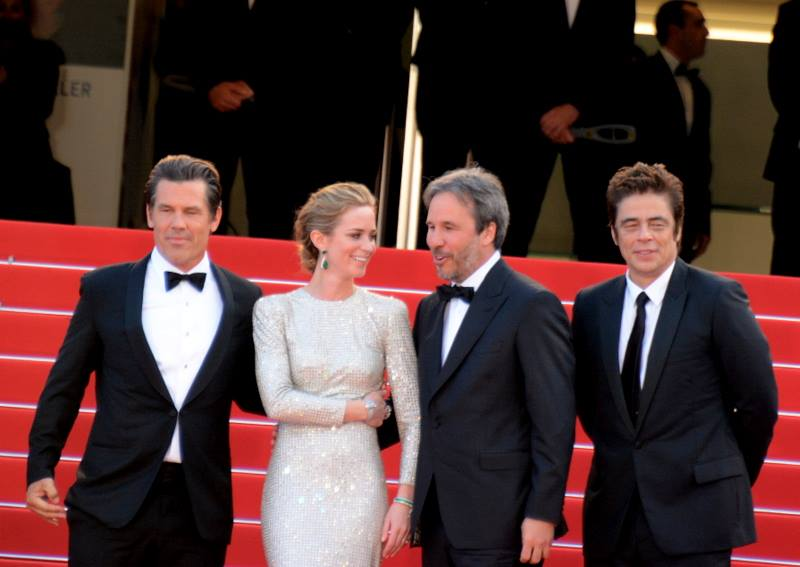
Regisseur Denis Villeneuve und seine Hauptdarsteller bei der Premiere des Films im Rahmen der Internationalen Filmfestspiele von Cannes 2015

Der Film wurde nach seiner Premiere am 19. Mai 2015 bei den Internationalen Filmfestspielen von Cannes 2015 in sechs Kinos in den USA am 18. September 2015 eingeschränkt veröffentlicht. Am 1. Oktober 2015 kam Sicario in die deutschen Kinos, am 2. Oktober wurde er landesweit in den USA gezeigt.
Laut Aussage des Films ist Sicario die Bezeichnung für Auftragskiller der Drogenkartelle. Der Begriff geht auf die Sicarii zurück.
Villeneuve war sehr um eine möglichst authentische Darstellung der taktischen/militärischen Szenen bemüht und hatte einen Expertenrat am Set, unter anderem auch von ehemaligen FBI- und CIA-Agenten, Spezialkräften und privaten Sicherheitsexperten. In einem Interview gab er an, dass die Agenten jeweils mit Verschwiegenheit reagierten, wenn er sie über einige der riskanteren taktischen Vorgehensweisen befragte, welche die Sicario-Charaktere anwenden (die geheime Mission in Juarez zum Beispiel). Wenn sie sagten: „Sir, ich kann ihre Frage nicht beantworten“, wusste er, dass er auf der richtigen Spur ist. Villeneuve setzte sich auch persönlichem Risiko aus, als er mit einigen Mitarbeitern die dunklere Seite der Stadt Juarez erforschen wollte.

### Synchronisation
Die deutsche Synchronisation des Films entstand nach dem Dialogbuch von Alexander Löwe und unter Dialogregie von Joachim Tennstedt im Auftrag der FFS Film- & Fernseh-Synchron GmbH, Berlin.
| Schauspieler          | Rolle             | Synchronsprecher     |
| --------------------- | ----------------- | -------------------- |
| Emily Blunt           | Kate Macer        | Bianca Krahl         |
| Benicio del Toro      | Alejandro Gillick | Torsten Michaelis    |
| Josh Brolin           | Matt Graver       | Klaus-Dieter Klebsch |
| Daniel Kaluuya        | Reggie Wayne      | Marcel Collé         |
| Victor Garber         | Dave Jennings     | Reinhard Kuhnert     |
| Maximiliano Hernández | Silvio            | (Originalton)        |
| Jon Bernthal          | Ted               | Martin Kautz         |
| Jeffrey Donovan       | Steve Forsing     | Nicolas Böll         |
| Raoul Trujillo        | Rafael            | Abelardo Decamilli   |
| Julio Cedillo         | Fausto Alarcón    | Ronald Nitschke      |
| Hank Rogerson         | Phil Coopers      | Johannes Berenz      |
| Bernardo Saracino     | Manuel Diaz       | Sebastian Jacob      |

## Rezeption
Sicario hat bei Produktionskosten von 30 Millionen Dollar weltweit 80 Millionen Dollar eingespielt. Davon entfielen 46,5 Mio. auf den heimischen Markt und 32,5 Mio. auf die ausländischen Märkte. In Deutschland wurde der Film von Studiocanal, in Österreich von Constantin vertrieben und spielte etwa 2,4 Mio. bzw. 0,3 Mio. Dollar ein.
Der Film wurde von Kritikern größtenteils gelobt. So hält er bei Rotten Tomatoes eine Durchschnittswertung von 92 %, basierend auf 281 Kritiken und schmückt sich mit dem „Certified Fresh“-Siegel der Seite. Der zusammengefasste Konsens besagt, Sicario sei ein „spannungsvoller“ Thriller, der „herausragende“ Darstellungen von Emily Blunt und Benicio del Toro beinhalte und weitaus mehr im Sinn habe als „aufsehenerregende Versatzstücke“. Bei Metacritic liegt die Durchschnittswertung bei 82 %, basierend auf 48 Kritiken.
Carsten Baumgardt von der Filmstarts-Redaktion vergibt 4 von 5 Sternen und lobt Sicario als „mitreißende[n], unglaublich dicht inszenierte[n] und auf die beste Weise ambivalente[n] Thriller“. Dabei hebt Baumgardt besonders Emily Blunts Darstellung hervor, denn diese zeige als Kate Macer „nicht nur Härte, sondern auch Verletzlichkeit und so bleibt der Zuschauer auch dann auf ihrer Seite, als sie auf ihrer Reise in das Herz der Finsternis jede Orientierung verliert und schließlich kaum noch zwischen Gut und Böse unterscheiden kann.“ Die Redaktion von Outnow wiederum meint, dass Emily Blunt „etwas zu passiv“ agiere, und „von ihren Kollegen immer wieder zur Seite geschoben“ werde. Die Bilder und die Filmmusik seien dafür „atemberaubend“.
Gerhard Midding von epd Film nennt Benicio del Toros Figur als die faszinierendste in der „unübersichtlichen moralischen Gemengelage“, da der Schauspieler ihr „jene sublime Janusköpfigkeit verleiht, der man zugleich das Schlimmste und das Beste zutraut. Seine skrupellose Professionalität wird gebrochen durch das sporadische Aufblitzen fürsorglicher Menschlichkeit.“ Cinema resümiert, Villeneuves Film sei ein „schonungslos realistischer Thriller über den Drogenkrieg in Mexiko“. Er zeige „eine furchtbare Realität und stellt Fragen, ohne vorzugeben, die Antworten darauf zu wissen“. Das Lexikon des internationalen Films beschreibt Sicario als ein „[k]omplexes, visuell großartiges Thriller-Drama, das sich bravourös der Erkundung moralischer Grauzonen in der Verbrechensbekämpfung stellt.“
Eher negativ äußert sich Patrick Wellinski vom Deutschlandfunk: Sicario tauge durchaus als „netter Actionfilm“, sei „am Ende eben doch nur ein weiterer Drogenfilm, der bloß vorgibt, sich an der Wirklichkeit abzuarbeiten.“ Die Unübersichtlichkeit der Situation werde mit hektischen Schnitten und heftigen Reißschwenks illustriert; die Drogenbosse selbst blieben Klischees und zweidimensionale Abziehbildchen. Andreas Borcholte vom Spiegel bemängelt, Villeneuves Drogenkriegs-Bestandsaufnahme verstolpere sich in den zahlreichen Löchern der Story. Emily Blunt versuche „mit Reh-Blicken zwischen Wut und Panik“ zu retten, was zu retten ist. Aber auch ihr Spiel bleibe dünn, weil Sheridan für die offensichtlich toughe, aber auch einsame und frustrierte Gesetzeshüterin keinerlei Hintergrundgeschichte parat habe.

## Fortsetzung und Trilogie
Am 22. September 2015, noch vor dem Kinostart in Deutschland, wurde wegen guter Kritiken bereits die Arbeit an einer Fortsetzung bekannt gegeben. Emily Blunt (als Kate Macer) war nicht mehr beteiligt. Drehbuchautor war wie beim ersten Teil Taylor Sheridan. Als Regisseur fungierte Stefano Sollima. Die Veröffentlichung von Sicario 2 in den USA fand am 29. Juni 2018 statt. In Deutschland lief der Film am 19. Juli 2018 an.
Darüber hinaus stellt Sicario den ersten Teil von Taylor Sheridans American-Frontier-Trilogie dar. Die weiteren Filme dieser Trilogie sind Hell or High Water von 2016 und Wind River von 2017.

## Auszeichnungen
Internationale Filmfestspiele von Cannes 2015
- Nominierung für die Goldene Palme

Oscarverleihung 2016
- Nominierung in der Kategorie Beste Kamera (Roger Deakins)
- Nominierung in der Kategorie Beste Filmmusik (Jóhann Jóhannsson)
- Nominierung in der Kategorie Bester Tonschnitt (Alan Robert Murray)